# لیتنسرادیل
لیتنسرادیل (به هلندی: Littenseradeel) یک شهرستان در هلند است که در فریسلاند واقع شده‌است. لیتنسرادیل ۱ متر بالاتر از سطح دریا واقع شده‌است.